# Ipomoea striata
Ipomoea striata är en vindeväxtart som beskrevs av Christiaan Hendrik Persoon. Ipomoea striata ingår i släktet praktvindor, och familjen vindeväxter. Inga underarter finns listade i Catalogue of Life.